# Alfred Kinsey
Alfred Charles Kinsey (23 tháng 6 năm 1894 – 25 tháng 8 năm 1956) là một nhà sinh vật học người Mỹ, giáo sư về côn trùng học và động vật học. Năm 1947 ông thành lập Học viện Nghiên cứu Tình dục, Giới và Sinh sản tại Đại học Indiana ngày nay nó có tên đầy đủ là Viện nghiên cứu Kinsey về Tình dục, Giới và Sinh sản. Ông có nhiều nghiên cứu có giá trị nhưng cũng gây tranh cãi về tình dục loài người.

## Tiểu sử
Alfred Kinsey sinh ở Hoboken, New Jersey, là con của Alfred Seguine Kinsey và Sarah Ann Charles, ông là anh cả trong gia đình có 3 anh em. Bố của ông là giáo sư công tác tại Viện công nghệ Steven. Tuổi thơ của Kinsey không thực sự sung túc vì gia đình khá nghèo. Bản thân ông được sinh ra trong một gia đình theo hệ phái Tin Lành Methodist rất nghiêm túc, chuyện khiêu vũ, hút thuốc lá, dùng rượu hay hẹn hò và những thứ đại loại như thế hoàn toàn bị cấm và những kìm nén này được cho là có ảnh hưởng đến các tư tưởng sau này.
Năm 1921, Kinsey cưới Clara Bracken McMillen, họ có với nhau 4 người con. Năm 1927 Don, người con đầu tiên bị chết trước lần sinh nhật thứ 5, do biến chứng cấp tính của bệnh đái tháo đường trẻ em. Ba người con còn lại của ông gồm hai con gái là Anne sinh năm 1924 và Joan sinh năm 1925, cuối cùng là bé trai Bruce sinh năm 1928.

## Thành công và đánh giá
Alfred Kinsey là một trong những người đầu tiên thực hiện các khảo sát tình dục trên diện rộng, những kết quả mà ông thu được làm đảo lộn không ít các quan điểm truyền thống. Trong suốt 16 năm, Alfred Kinsey và các cộng sự đã thu thập số liệu bằng cách phỏng vấn và lấy tư liệu lịch sử tình dục của 5.300 nam giới và 5.940 phụ nữ Mỹ ở các lứa tuổi và trình độ học vấn khác nhau. Kết quả trực tiếp của công cuộc nghiên cứu này là sự ra đời của 2 tác phẩm Hành vi Tình dục ở Nam giới (1948) và Hành vi Tình dục ở Nữ giới (1953). Ông đã tích lũy những số liệu về các chủ đề như thủ dâm, quan hệ ngoài hôn nhân và đồng tính luyến ái. Các nghiên cứu của Alfred Kinsey, cho đến giữa thập kỷ 60 là thông tin duy nhất thuộc loại này có giá trị đối với các nhà khoa học xã hội.
Tuy nhiên chúng cũng gặp phải những nghi vấn từ các nhà nghiên cứu khác điều này bắt nguồn từ chính hạn chế của phương pháp nghiên cứu khảo sát, cụ thể là những hạn chế sau:
- Sự bóp méo: Xuất phát từ việc người trả lời phỏng vấn không nói thật những gì mà họ làm, bất kể điều này là vô tình hay hữu ý.
- Thiên kiến của người phỏng vấn: Liên quan đến những kỳ vọng của người phỏng vấn, chẳng hạn như điệu bộ cử chỉ, nét mặt... của người phỏng vấn có thể tiết lộ họ mong muốn người tình nguyện trả lời như thế nào và do vậy người tình nguyện có thể nói không đúng sự thật để đáp ứng lại sự mong chờ đó.
- Thiên kiến của người tình nguyện: Xuất phát từ việc người tình nguyện không phải là đại diện thực sự cho dân số nói chung. Chẳng hạn một nhóm người da trắng hay nhóm người có trình độ trung học phổ thông không phải là đại diện chung cho toàn bộ dân số Mỹ, kết quả khảo sát từ họ do đó không phải là kết quả tổng quát cho toàn dân.

Có nhiều ý kiến trái chiều về đóng góp của Alfred Kinsey, tuy rằng hầu hết đều coi các tác phẩm của ông là có giá trị đồng thời ghi nhận sự xuất sắc về khả năng thực hiện nghiên cứu, thì một số người khác lại cho rằng, nhiều trong số các phương pháp của Kinsey là không khoa học do vậy nó trở thành nguồn gốc của một số thông tin sai lầm về tình dục ngày nay, thậm chí một số gần như phủ nhận hoàn toàn những đóng góp này.
Trong một nhận xét về các báo cáo của Kinsey, hai nhà tâm lý học Robert Carson và James Butcher đã phê phán đối tượng khảo sát không phải là đại diện cho dân số nói chung:
"Trên quan điểm của chúng tôi, nhiều con số mà Kinsey và các đồng nghiệp đưa ra không khẳng định được tính phổ quát của tình trạng song tính luyến ái như một loại trung lập dục tính cơ bản. Điều mà họ nêu là nhiều đàn ông từ chối không quan hệ tình dục với phụ nữ có thể và có "sự thỏa mãn tối đa" bằng cách quan hệ tình dục với người đàn ông khác, là do nghiên cứu của họ, giờ thì ai cũng biết, được thực hiện trên những tù nhân, hoặc tương tự."